# U-883
U-883 — большая океанская немецкая подводная лодка типа IXD/42 времён Второй мировой войны. Заказ на постройку субмарины был отдан 2 апреля 1942 года. Лодка была заложена 27 июля 1943 года на верфи компании АГ Везер в Бремене под строительным номером 1091, спущена на воду 28 апреля 1944 года, вошла в строй 27 марта 1945 года под командованием оберлейтенанта Иоганнесса Убеля.

## Флотилии
- 27 марта — 8 мая 1945 года 4-я флотилия (учебная)

## Боевая служба
Лодка не совершала боевых походов. 21 июня 1945 года была переведена из Вильгельмсхафена в Лисахалли. Потоплена 31 декабря 1945 года в районе с координатами 55°44′ с. ш. 08°40′ з. д. в ходе операции «Дэдлайт».
U-883 была единственной достроенной лодкой типа IXD/42 и отличалась от типа IXD большей мощностью двигательной установки.